# Dookoła Rumunii
Dookoła Rumunii (rum. Turul Ciclist al României bądź w formie skrócone rum. Turul Romaniei, ang. Tour of Romania – wieloetapowy wyścig kolarski rozgrywany w Rumunii. Od 2008 roku należy do cyklu UCI Europe Tour i ma kategorię 2.2. 
Wyścig odbył się po raz pierwszy w roku 1934 i organizowany jest co roku z przerwą w latach: 1937–1945, 1952, 1957, 1962–1965,1970–1972, 1975–1982, 1996 i 2014–2017. Rekordzistami pod względem zwycięstw w klasyfikacji generalnej są kolarze gospodarzy Constantin Dumitrescu i Mircea Romașcanu - po trzy triumfy. 
Drugą edycję tego wyścigu, w 1935 roku wygrał Polak - Daniel Zigmund.

## Zwycięzcy
| Rok  | Pierwsze                 | Drugie                  | Trzecie               |          |
| ---- | ------------------------ | ----------------------- | --------------------- | -------- |
| 1934 | Marin Nikołow            | Giennadij Sminoff       | Zamfir Munteanu       |          |
| 1935 | Daniel Zigmund           | Nicolae Ion Tapu        | Jerzy Lipiński        |          |
| 1936 | Pierre Gallien           | Stjepan Grgac           | Willy Kutschbach      |          |
| 1946 | August Prosenik          | Nicolae Chicomban       | Ion Strain            |          |
| 1950 | Constantin Sandru        | Vittorio Nicolozzo      | Ervant Norhadian      |          |
| 1951 | Marin Niculescu          | Nicolae Chicomban       | Gheorghe Sandu        |          |
| 1953 | Nicolae Vasilescu        | Nuta Petre              | Gheorghe Sandu        |          |
| 1954 | Constantin Dumitrescu    | Stefu Stefan            | Constantin Istrate    |          |
| 1955 | Constantin Dumitrescu    | Ludovic Zanoni          | Stefu Stefan          |          |
| 1956 | Constantin Dumitrescu    | Gabriel Moiceanu        | Nicolae Maxim         |          |
| 1958 | Gabriel Moiceanu         | Ludovic Zanoni          | Maricel Boinea        |          |
| 1959 | Ion Cosma                | Gabriel Moiceanu        | Gheorghe Radulescu    |          |
| 1960 | Walter Ziegler           | Jörg Grunzig            | Silviu Duta           |          |
| 1961 | Ion Cosma                | Gabriel Moiceanu        | Gheorghe Radulescu    |          |
| 1966 | Gheorghe Suciu           | Ion Cosma               | Costantin Ciocan      |          |
| 1967 | Emil Rusu                | Walter Ziegler          | Ludovic Barschel      |          |
| 1968 | Walter Ziegler           | Grigore Constantin      | Vasile Selejan        |          |
| 1969 | Jürgen Wanzlik           | Teodor Vasile           | Alexandru Sofronie    |          |
| 1973 | Teodor Vasile            | Vasile Selejan          | Ion Cernea            |          |
| 1974 | Mircea Romașcanu         | Liubomir Zojoc          | Mustapha Najjari      |          |
| 1983 | Mircea Romașcanu         | Ionel Gancea            | Cornel Nicolae        |          |
| 1984 | Constantin Carutasu      | Valentin Constantinescu | Ionel Gancea          |          |
| 1985 | Mircea Romașcanu         | Ionel Gancea            | Gheorghe Kleinpeter   |          |
| 1986 | Frank Schönherr          | Valentin Constantinescu | Dariusz Matuszyk      |          |
| 1987 | Valentin Constantinescu  | Olimpiu Celea           | Ludovic Kovacs        |          |
| 1988 | Vasile Mitrache          | Mircea Romașcanu        | Mihai Orosz           |          |
| 1989 | Danut Catana             | Anton Stelian           | Costel Popa           |          |
| 1990 | Vasie Apostol            | Valentin Constantinescu | Florian Toader        |          |
| 1991 | Swiatosław Riabuszenko   | Costel Popa             | Ilia Gromov           |          |
| 1992 | Vladimir Perelalsny      | Paweł Szumanow          | Jurij Prokopienko     |          |
| 1993 | Jürgen Koberschinski     | Cristian Dabi           | Raoul Grigorici       |          |
| 1994 | Anton Stelian            | Stanimir Odrinski       | Swetosław Czanliew    |          |
| 1995 | Ihor Mirtianin           | Witalij Łazurienko      | Danut Catana          |          |
| 1997 | Florin Privache          | Ciurtiac Varenin        | Peter Vöhlzoc         |          |
| 1998 | Igor Bonciucov           | Siergiej Trietjakow     | Lars Bener            |          |
| 1999 | Siergiej Trietjakow      | Aleksandr Sabalin       | Bram Tankink          |          |
| 2000 | Wadim Krawczenko         | Siergiej Ławrinienko    | Luuc Hutten           |          |
| 2001 | Leonid Timczenko         | Emil Pavel Lupaș        | Aleksandr Sabalin     |          |
| 2002 | Aleksandr Sabalin        | Swetosław Czanliew      | Roman Radczenko       |          |
| 2003 | Jelle van Groezen        | Emil Pavel Lupaș        | Pawieł Niewdach       |          |
| 2004 | Władimir Koew            | Mert Mutlu              | Wołodymyr Starczyk    |          |
| 2005 | Iwajło Gabrowski         | Ołeksandr Surutkowycz   | Radosław Konstantinow |          |
| 2006 | Paweł Szumanow           | Dimitar Gospodinow      | Ołeksandr Szejdyk     |          |
| 2007 | George Daniel Anghelache | Atanas Kostow           | Stanisław Rudoj       |          |
| 2008 | Rida Cador               | Sander Oostlander       | Swetosław Czanliew    |          |
| 2009 | Aleksiej Szczebielin     | Władimir Koew           | Paweł Szumanow        |          |
| 2010 | Bruno Rizzi              | Joanis Tamuridis        | Alessandro De Marchi  |          |
| 2011 | Andrei Nechita           | Joanis Tamuridis        | Angelo Ciccone        |          |
| 2012 | Matija Kvasina           | Víctor de la Parte      | Johannes Heider       |          |
| 2013 | Witalij Buc              | Mychajło Kononenko      | Ivan Stević           |          |
| 2018 | Serghei Țvetcov          | Onur Balkan             | Mateusz Grabis        |          |
| 2019 | Alex Molenaar            | Sawwa Nowikow           | Karel Hník            |          |
| 2020 | Eduard-Michael Grosu     | Nikodemus Holler        | Szymon Krawczyk       |          |
| 2021 | Jakub Kaczmarek          | Serghei Țvetcov         | Szymon Rekita         |          |
| 2022 | Mark Stewart             | Cristian Raileanu       | Jakub Otruba          |          |
| 2023 | odwołany                 | odwołany                | odwołany              | odwołany |
| 2024 | Ilkhan Dostiyev          | Davide Toneatti         | Lukáš Kubiš           |          |